# Johann Albrecht Friedrich von Eichhorn

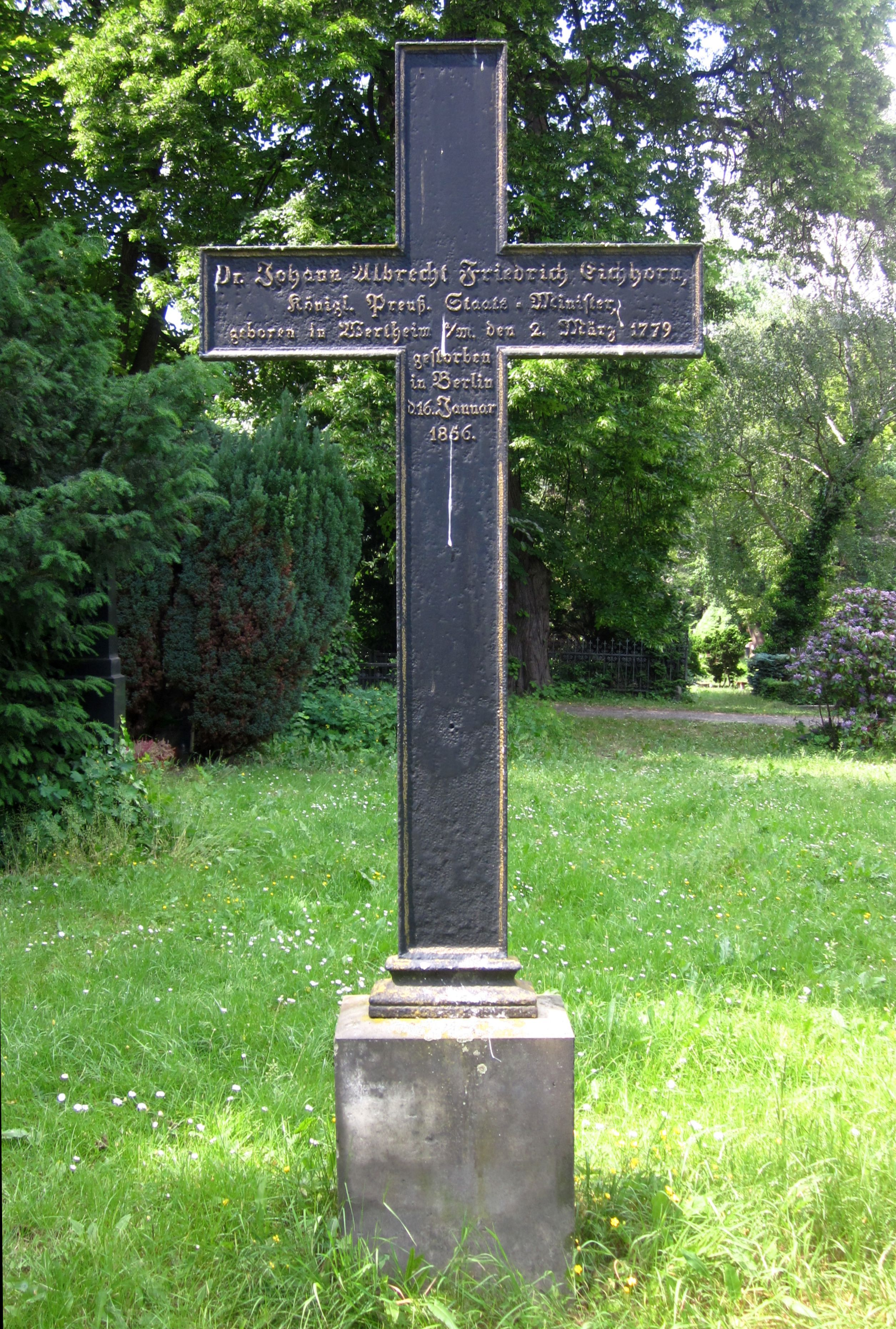
Síremléke Berlinben

Johann Albrecht Friedrich von Eichhorn (Wertheim, 1779. március 2. – Berlin, 1856. január 16.) porosz államférfi és jogtudós.

## Élete
Jogi tanulmányait Göttingenben végezte és porosz állami szolgálatba lépett, 1810-ben a berlini kamarai törvényszék birójává nevezték ki. Azon porosz hazafiak közé tartozott, akik lankadatlan buzgalommal dolgoztak Poroszország újjáalakításán és 1813-ban, mint a berlini népfelkelés választmányának tagja, Blücher főhadiszállásán tartózkodott a lipcsei csatáig. Ekkor Stein porosz miniszter a visszafoglalt német tartományok központi kormányának tagjává nevezte ki. 1815-ben Altenstein miniszter oldala mellett működött a megszállva tartott francia tartományok kormányzásában és nagy érdemeket szerzett a franciák által elvitt tudományos és művészeti kincsek visszaszerzésében. Később mint titkos követségi tanácsos szolgált a porosz külügyminisztériumban és 1817-ben az államtanács tagja lett. Kiváló része volt azon alap megvetésében, melyen később Poroszország mint nagyhatalom felemelkedett; nevezetesen a német vámszövetség létrehozása elsősorban az ő érdeme. Általában arra törekedett, hogy Poroszország befolyását a többi német államokra minél erősebbé tegye. 1840-ben államminiszterré nevezték ki, s e minőségben a vallás-, közoktatás- és egészségügyet vezette, de ez állásban az ultramontán-pietista-ortodox pártnak kedvezett, amiért politikáját sokan kárhozatták. Amily hasznos szolgálatokat tett a külügyekben, éppoly káros eredményekre vezetett működése a vallás- és közoktatásügy terén. Az 1848-as forradalom kitörése után március 19-én beadta lemondását.